# Pilocrocis rectilinealis
Pilocrocis rectilinealis là một loài bướm đêm trong họ Crambidae.